# Arroio Espírito Santo
O Arroio Espírito Santo é um dos arroios da cidade de Porto Alegre, capital do estado brasileiro do Rio Grande do Sul. Percorre o bairro homônimo, na Zona Sul da cidade, desembocando na orla do Guaíba, próximo à praia de Ipanema.

## Obras de despoluição
Assim como todos os arroios da cidade de Porto Alegre, o Espírito Santo sofre com o despejo de esgoto clocal.
Em novembro de 2013, anunciou-se que o Arroio Espírito Santo seria contemplado pelo Programa de Despoluição de Bacias (Prodes), da Agência Nacional de Águas (ANA).
O projeto de coletor-tronco de 3,6 km para retirar os esgotos cloacais da área da bacia do Arroio faz parte da chamada Fase 3 do Programa de Aceleração do Crescimento "PAC-2". Tal projeto também está vinculado à "Campanha Zona Sul: Eu Curto, Eu Cuido", lançado pela Prefeitura Municipal em março de 2012, visando, como objetivo principal, o retorno das condições de balneabilidade da Praia de Ipanema. Estima-se que 14.610 habitantes serão beneficiados, com investimentos de 2,2 milhões de reais oriundos do Orçamento Geral da União.
As obras do novo coletor de esgoto foram iniciadas pelo DMAE em abril de 2015 e interligará a sub-bacia "AES2" ao interceptor de Ipanema, com previsão de inauguração para abril de 2016.

## Área preservada
Em 2018, o arroio ganhou visibilidade na mídia quando entidades ambientalistas se juntaram para criar o "Movimento Preserva Arroio Espírito Santo" para proibir a construção de um condomínio sobre um banhado de seu curso d'água, em uma área particular de 12 hectares pertencente a uma construtora.

## Galeria

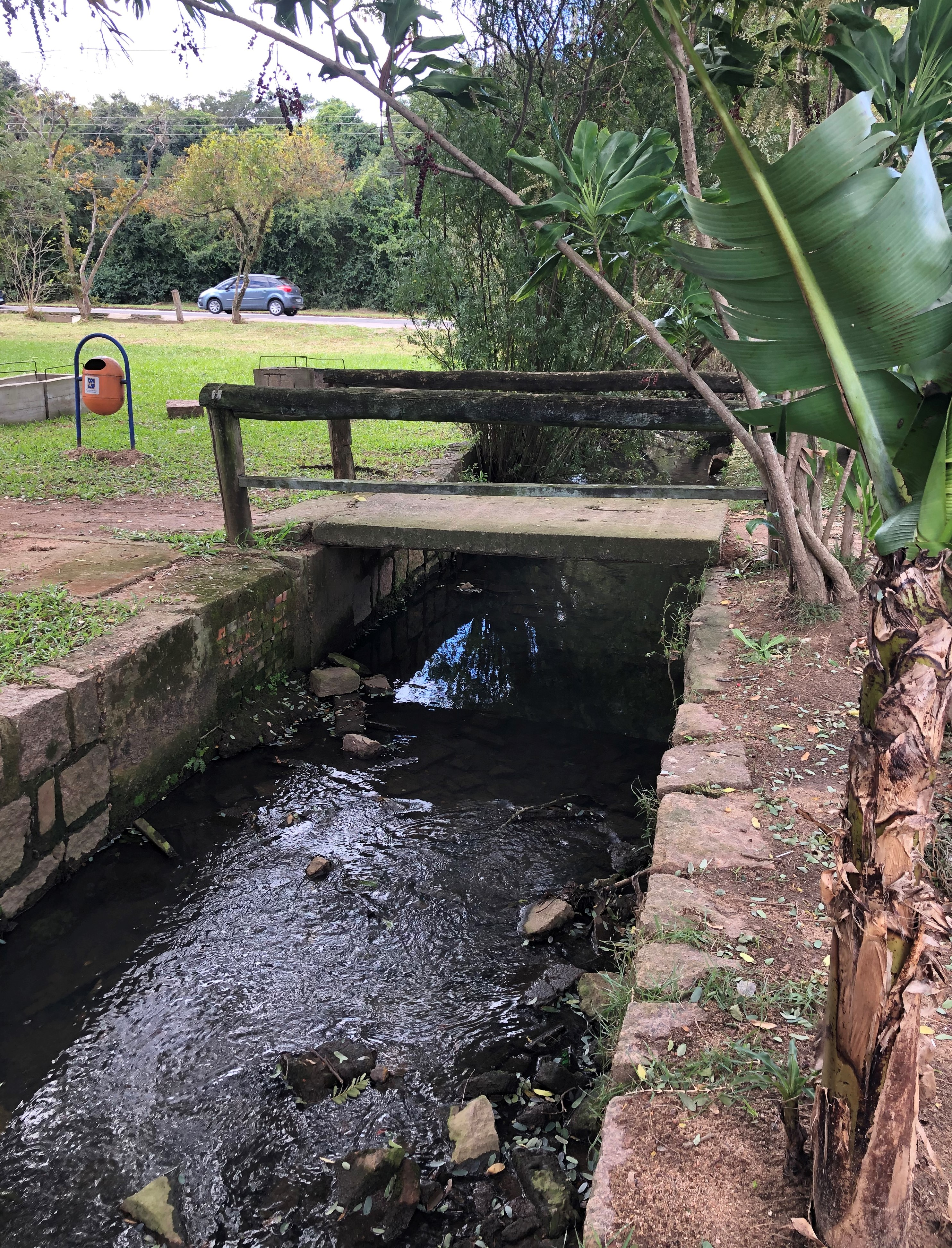
Passarela sobre o arroio.